# 索尔涅
索尔涅（法語：Solgne，法語發音：[sɔlɲ]）是法国摩泽尔省的一个市镇，属于梅斯区。

## 地理
索尔涅（48°57'59"N, 6°17'43"E）面积7.29 平方千米，位于法国大東部大區摩泽尔省，该省份为法国东北部内陆省份，是洛林的一部分，西南接默尔特-摩泽尔省，东临下莱茵省，北与卢森堡和德国接壤。
与索尔涅接壤的市镇（或旧市镇、城区）包括：比希、吕皮、萨伊-阿沙泰勒、瑟库尔、维尼。

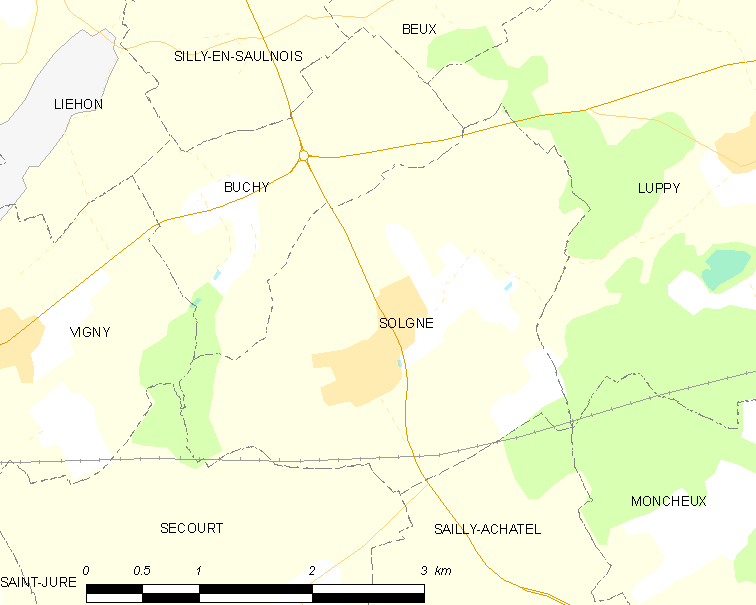
索尔涅的OSM定位图

索尔涅的时区为UTC+01:00、UTC+02:00（夏令时）。

## 行政
索尔涅的邮政编码为57420，INSEE市镇编码为57655。

## 政治
索尔涅所属的省级选区为福尔克蒙县。

## 人口

1962-2008年间索尔涅人口变化图示

索尔涅于2022年1月1日时的人口数量为1138人。